# 三方原用水
三方原用水（みかたばらようすい）は、静岡県の天竜川右岸（西岸）の3市3町（現在は合併して浜松市の1市）に水を供給する国営の多目的用水。

## 概要
浜松市（旧天竜市）天竜区の秋葉ダム右岸から取水し、天竜の山々を計15kmのトンネルで抜け、都田町で南部と北部に分水している。
幹線水路から分水された県営水路はそのほとんどが竣工時から田畑共にパイプライン化されており、県内でも画期的な用水路だった。

## 水路概要
導水幹線
秋葉ダムの左岸上流部に取水口が設けられた。
取水口から家老沢坑口までの区間を1号トンネルとし、長大な工程であるため西川、横山、津行に坑口を掘って土砂の搬出・重機の搬入を行った。
家老沢坑口から阿多古川出口までの区間を2号トンネルとする。
2・3号トンネル出口から阿多古川の上空を直径2.7mの1号サイホンで送水し、4号トンネル入口に直結する。
阿多古坑口から青谷出口までを4号トンネルとし、出口下流に1-1号分水口と長石放水路分流路を設け、大平用水は大平方面へポンプで送水し、長石放水路は阿多古川下流付近に接続している。
青谷入口から浜北森林公園内の出口までを5号トンネルとし、下流に1号分水口と2号分水口を設け、1号からは東の谷用水を浜名区岩水寺方面へ送水している。
森林公園入口から浜北斎場付近の出口までを6号トンネルとし、下流に3号分水を設け、水路東側から蛭沢池用水を宮口方面へ、水路西側から灰木原用水をポンプで台地上に揚水し、都田北部方面へそれぞれ送水している。
台地の端を等高線沿いに導水し、谷や道路を複数のサイホンや水路橋で横断している。
3-1号分水口からは新池用水を新池方面へ、4号分水口からは中ノ平用水を姥ヶ谷、大原、長池方面へ、5号分水口からは新木原用水を大原方面へ、前原用水（廃止）を前原方面に、6号分水口から水道用水を大原浄水場へ、白昭用水を白昭、大原方面に、7号分水口からは都田用水を都田南西部方面へ送水し、8号分水口までの22kmを導水幹線とする。
取水量　16.421m³/s（竣工時）
北部幹線
8号分水口から西側に幹線水路を分水し、9号分水口の北側から都田西用水を都田南西部方面へ、南側から根洗用水を根洗、三方原、花川方面に、10号分水口から根洗西用水を根洗西部方面へ、11号分水口から北側に沖通東用水を細江南部方面へ、終点の12号分水口から北側へ沖通用水を気賀方面へ、西側に庄内用水を庄内半島全域に送水している。
8号分水口下流の通水量　3.055m³/s（竣工時）
南部幹線
8号分水口から南部にテクノロード沿いに導水し、13号分水口から円筒分水を利用して三幸、豊岡方面と東三方方面に、14号分水口から西遠工業用水を初生浄水場まで、追分用水（廃止）を初生方面に送水している。
幹線水路は14号分水口下流から西側へ直角に折れ、25号分水口までサイホンと暗渠で導水するため、そのほとんどが地下に埋設されている。
15号分水口から曳馬野東用水（廃止）を、16号分水口から曳馬野西用水（廃止）を、17号分水口から南側に浜開用水（廃止）を葵西、高丘北方面へ、18号分水口から南側に高丘用水（廃止）を高丘方面へ、西側に吉野用水（現在花川用水）を花川南、湖東、伊佐地方面に、19号分水口から東側に狸ヶ谷用水を西山方面へ、西側に神田用水を伊佐地東方面に、20号分水口から伊佐地余水路を伊佐地川へ接続し、伊佐見用水を大久保、雄踏西方面へ、大久保付近で伊佐見用水から分水した雄踏用水を雄踏方面に、21号分水口から西遠工業用水を神原浄水場へ、西側に大久保用水を大久保方面へ、東側に神ヶ谷用水神ヶ谷方面に、22号分水口から東側に小山用水を、東側に入野用水を神ヶ谷西方面に、23号分水口から西側に下山用水を大久保東方面へ、24号分水口から大畑用水（廃止）を、25号分水口から西鴨江用水（廃止）を西鴨江方面へそれぞれ送水している。
25号分水口から少しで南部幹線は終了し、代わって篠原用水として篠原方面に送水している。
8号分水口下流の通水量　8.812m³/s（竣工時）

## 歴史
天竜川の扇状地が隆起してできた三方原台地は、昔から痩せた赤土と砂利、少ない水のせいで農業には不向きな土地であった。
1869年に気賀林が三方原開発のために農民を移り住まわせたことを期に台地の開発が始まり、1875年に百里園と呼ばれる茶園をつくったが、充分な収入が得られず30年後に解散。
やがて日本陸軍の浜松飛行隊第7連隊や高射砲第1連隊などが置かれ、本格的な軍用地化が進んだ一方で、農業開拓はしばらく途絶えた。
終戦後、満州開拓団や新たに移住した人々によって開発が再開し、石灰や堆肥、化学肥料の使用によって土壌改良が進んだ一方、最大の問題点である用水の確保が解決されていなかった。
それを受け、1954年に台地の下を流れる浜名用水から浜北市梔池付近まで導水、ポンプで台地上に揚水することに成功したが、僅か約100ヘクタールの耕地に供給することが限界だった。
これを受け、国土総合開発法のもとに始まった天竜東三河特定地域総合開発計画の一環として、三方原農業水利事業の名で三方原用水が起工された。
1960年に始まった工事は順調に進み、1968年には一部区間で通水開始、1970年に幹線水路の全工程が完了した。

## 受益地
- 浜松市